# أرشيدوقية النمسا
أرشيدوقية النمسا (بالألمانية: Erzherzogtum Österreich) هي إمارة تتبع للإمبراطورية الرومانية المقدسة وشكلت نواة ملكية هابسبورغ. اتخذت الأرشيدوقية من فيينا عاصمة لها على الطرف الجنوب شرقي للإمبراطورية.
انبثقت أرشيدوقية النمسا عن مارغرافية النمسا البافارية، وترتفعت لتصبح دوقية النمسا وفقا لوثيقة عام 1156 من قبل الإمبراطور فريدريك بربروسا.

## التاريخ
بسط دوقات آل بابنبورغ سيطرتهم على دوقية ستيريا عام 1192، وذلك بعدما انفصلت النمسا عن بافاريا وأسست مقاطعة إمبراطورية عام 1156. سيطر الملك رودولف الأول من آل هابسبورغ على النمسا بعد هزيمته لملك بوهيميا أوتوكار الثاني في معركة مارشفيلد عام 1278 وقد كان أوتوكار الثاني قد احتل النمسا كما زوالت سلالة بابنبورغ عام 1246.